# Hans Möhr (équitation)
Pour les articles homonymes, voir Mohr.
Hans Möhr (né le 23 juin 1916 à Maienfeld, mort le 28 août 2014 à Lucerne) est un cavalier suisse de saut d’obstacles.
Il participe aux Jeux olympiques d'été de 1960 et 1964.